# Leichtathletik-Europameisterschaften 1962/5000 m der Männer

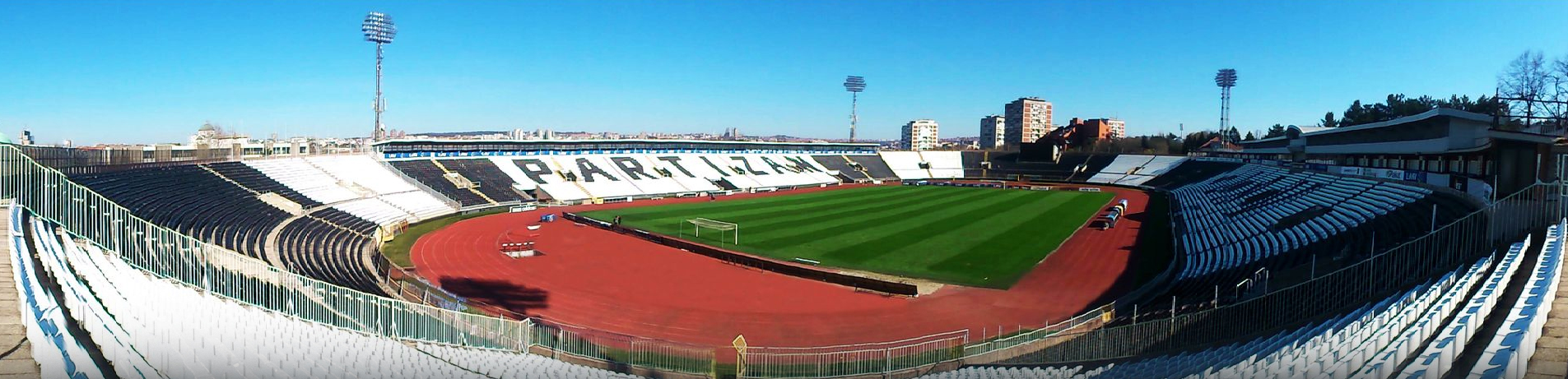
Panoramablick auf das Partizan-Stadion 2014 – 52 Jahre
nach den dortigen Europameisterschaften

Der 5000-Meter-Lauf der Männer bei den Leichtathletik-Europameisterschaften 1962 wurde am 13. und 15. September 1962 im Belgrader Partizan-Stadion ausgetragen.
Europameister wurde der Brite Bruce Tulloh. Der Pole Kazimierz Zimny belegte wie bereits bei den Europameisterschaften 1958 den zweiten Platz. Bronze ging an den sowjetischen Olympiasieger von 1960 über 10.000 Meter Pjotr Bolotnikow, der hier drei Tage zuvor das Rennen über 10.000 Meter für sich entschieden hatte.

## Rekorde

### Bestehende Rekorde
| Weltrekord           | 13:35,0 min | Wladimir Kuz          | Rom, Italien           | 13. Oktober 1957 |
| Europarekord         | 13:35,0 min | Wladimir Kuz          | Rom, Italien           | 13. Oktober 1957 |
| Meisterschaftsrekord | 13:53,4 min | Zdzisław Krzyszkowiak | EM Stockholm, Schweden | 23. August 1958  |

### Rekordeinstellungen
Im dritten Vorlauf am 13. August egalisierten zwei Läufer mit 13:53,4 min den bestehenden EM-Rekord:
- Peter Kubicki, Deutschland
- Pjotr Bolotnikow, Sowjetunion

## Vorrunde
13. September 1962
Die Vorrunde wurde in drei Läufen durchgeführt. Die ersten vier Athleten pro Lauf – hellblau unterlegt – qualifizierten sich für das Finale.

### Vorlauf 1

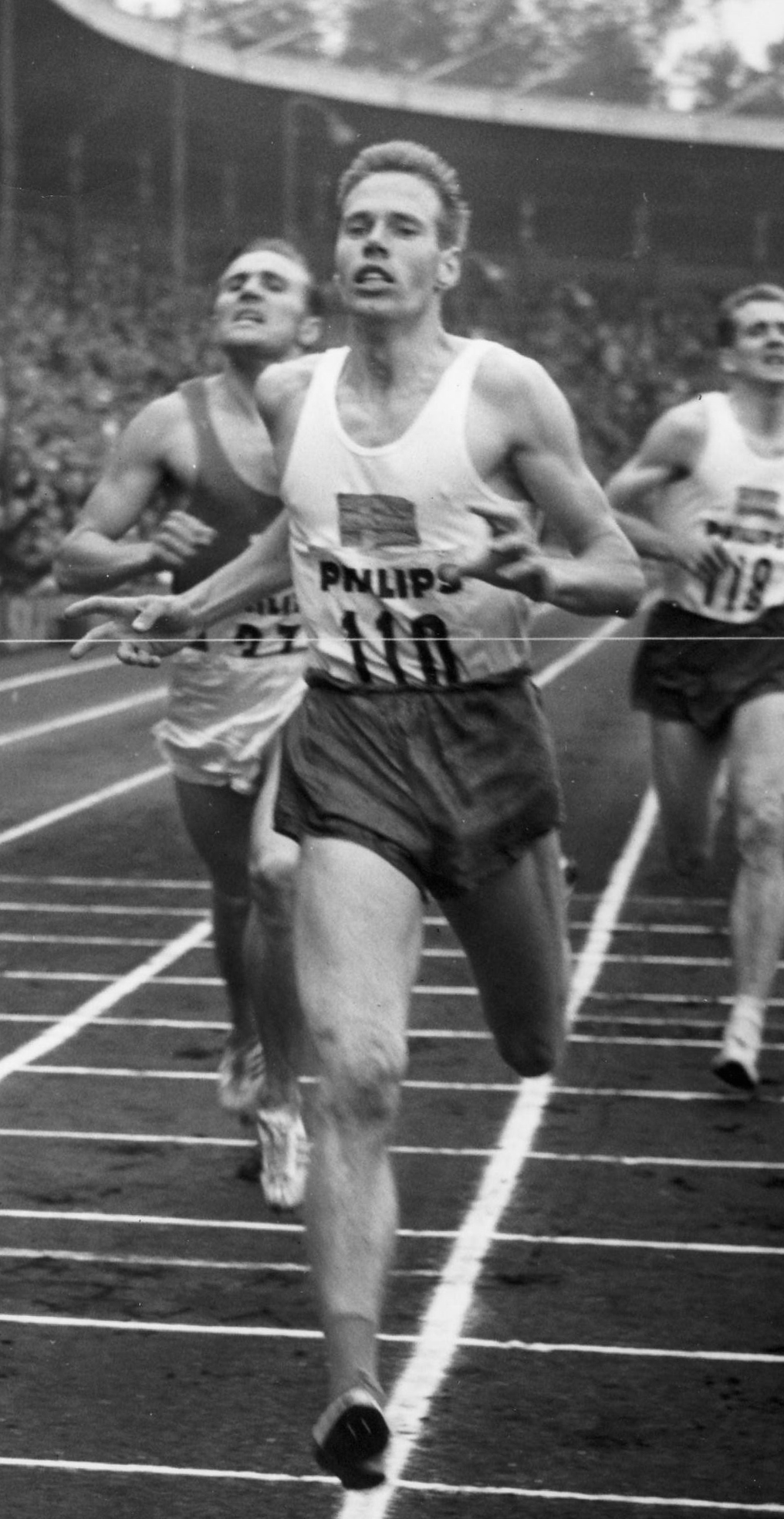
Sven-Olov Larsson verpasste das Finale im ersten Vorlauf um einen Rang
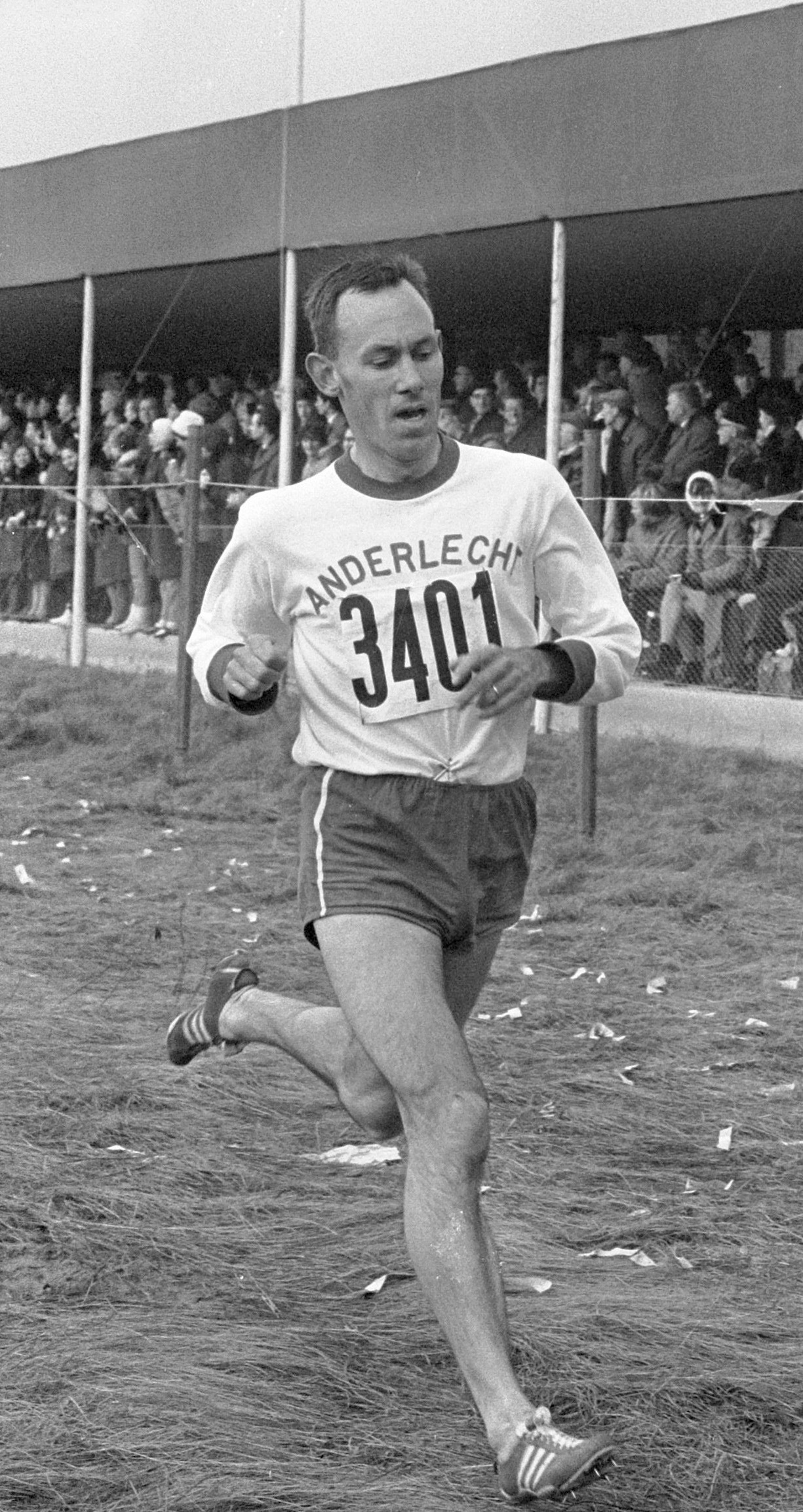
Eugène Allonsius schied nach seinem achten Platz im ersten Vorlauf aus

| Platz | Name               | Nation         | Zeit (min) |
| ----- | ------------------ | -------------- | ---------- |
| 1     | Bruce Tulloh       | Großbritannien | 14:14,4    |
| 2     | Lech Boguszewicz   | Polen          | 14:19,2    |
| 3     | Siegfried Herrmann | Deutschland    | 14:20,0    |
| 4     | Jurij Nikitin      | Sowjetunion    | 14:20,2    |
| 5     | Sven-Olov Larsson  | Schweden       | 14:21,2    |
| 6     | Jean Vaillant      | Frankreich     | 14:36,8    |
| 7     | Béla Szekeres      | Ungarn         | 14:38,4    |
| 8     | Eugène Allonsius   | Belgien        | 14:44,4    |
| 9     | Fevzi Pakel        | Türkei         | 14:47,6    |
| 10    | Jean Aniset        | Luxemburg      | 14:48,2    |

### Vorlauf 2

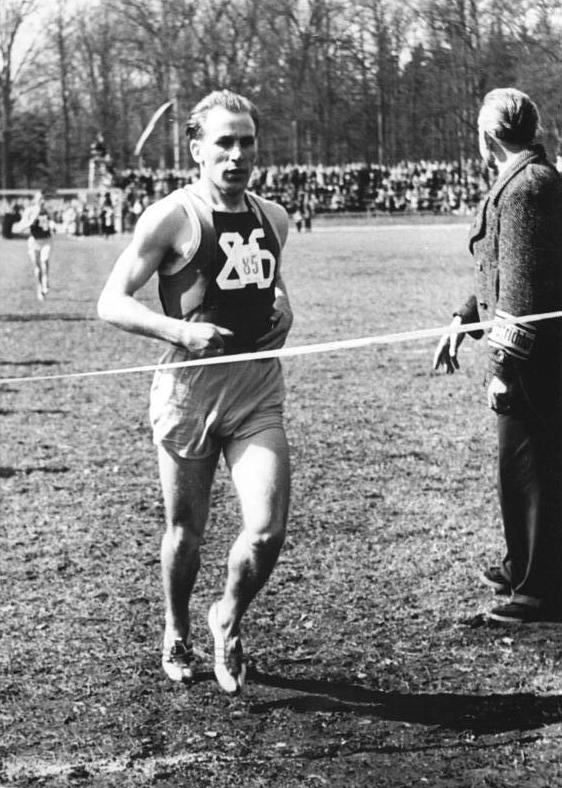
Platz acht im zweiten Vorlauf reichte Friedrich Janke – drei Tage zuvor Vizeeuropameister über 10.000 Meter – nicht für die Finalteilnahme

| Platz | Name               | Nation           | Zeit (min) |
| ----- | ------------------ | ---------------- | ---------- |
| 1     | John Anderson      | Großbritannien   | 14:15,0    |
| 2     | Michel Bernard     | Frankreich       | 14:15,6    |
| 3     | Walentin Samoilow  | Sowjetunion      | 14:15,8    |
| 4     | Kazimierz Zimny    | Polen            | 14:15,8    |
| 5     | Manuel de Oliveira | Portugal         | 14:16,2    |
| 6     | István Kiss        | Ungarn           | 14:28,6    |
| 7     | Josef Tomáš        | Tschechoslowakei | 14:39,4    |
| 8     | Friedrich Janke    | Deutschland      | 14:41,4    |
| DNS   | Antonio Ambu       | Italien          |            |

### Vorlauf 3
| Platz | Name             | Nation           | Zeit (min)  |
| ----- | ---------------- | ---------------- | ----------- |
| 1     | Peter Kubicki    | Deutschland      | 13:53,4 CRe |
| 2     | Pjotr Bolotnikow | Sowjetunion      | 13:53,4 CRe |
| 3     | Robert Bogey     | Frankreich       | 13:53,6     |
| 4     | Miroslav Jurek   | Tschechoslowakei | 13:53,8     |
| 5     | Eddie Strong     | Großbritannien   | 13:56,4     |
| 6     | Andrei Barabaş   | Rumänien         | 14:14,2     |
| 7     | Sándor Iharos    | Ungarn           | 14:41,0     |
| 8     | Johann Hiestand  | Schweiz          | 15:10,2     |
| DNF   | Jim Hogan        | Irland           |             |

## Finale

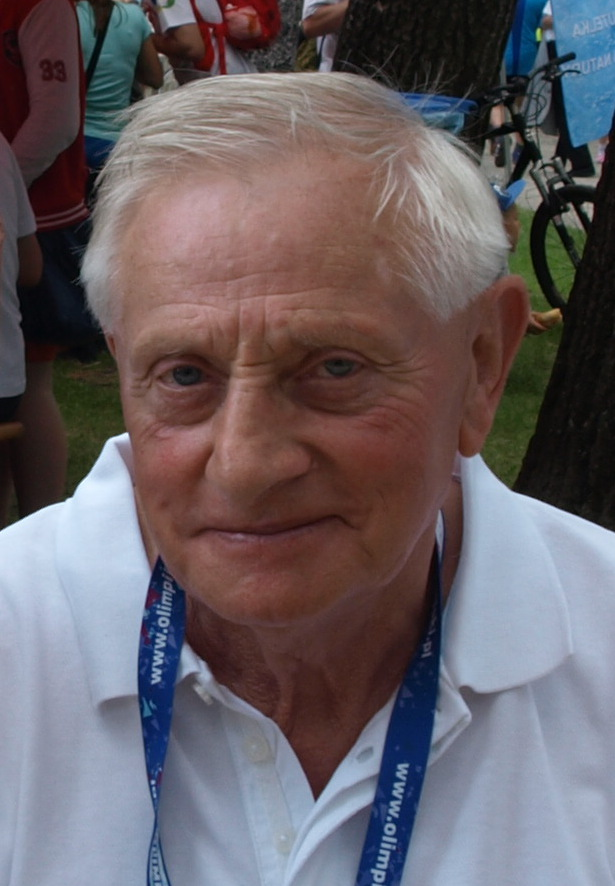
Kazimierz Zimny – hier im Jahr 2013 – gewann wie bei den vorangegangenen Europameisterschaften Silber
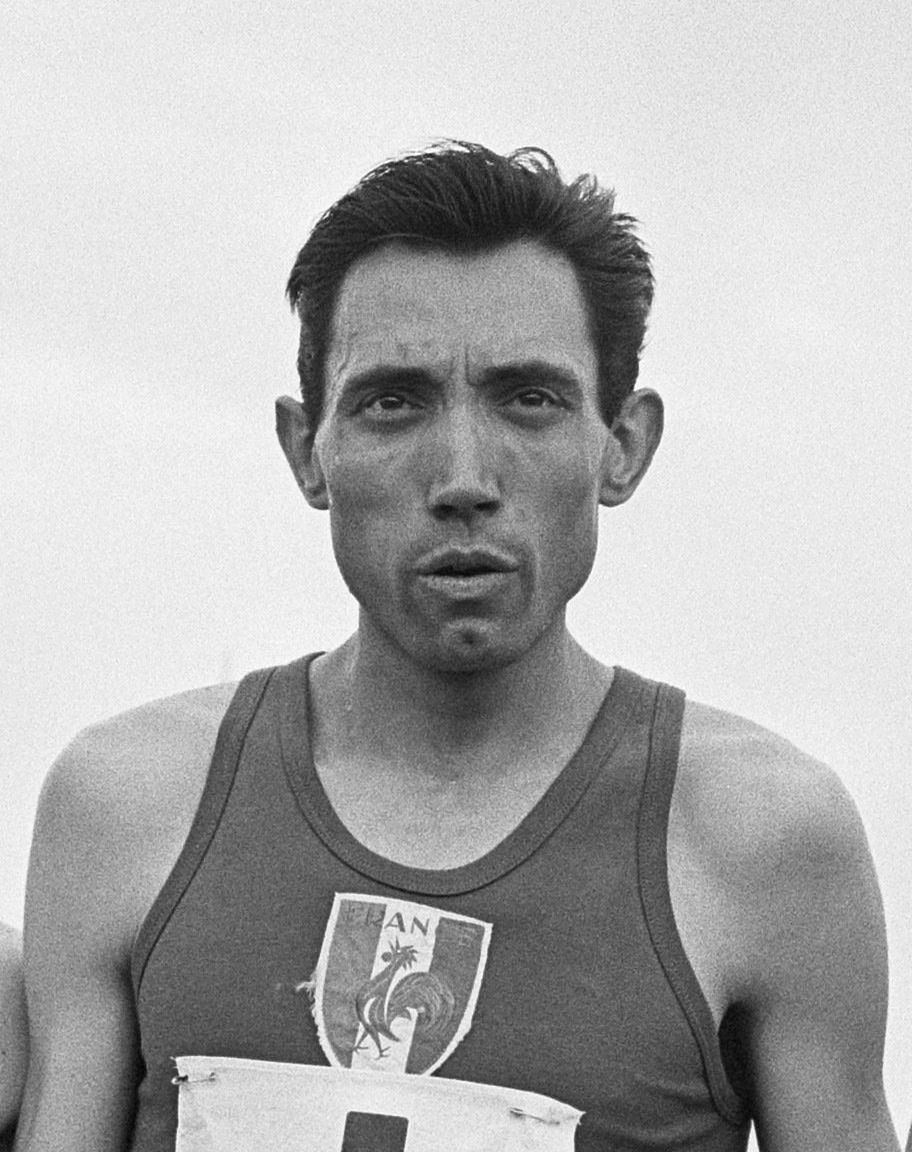
Michel Bernard erreichte Platz fünf
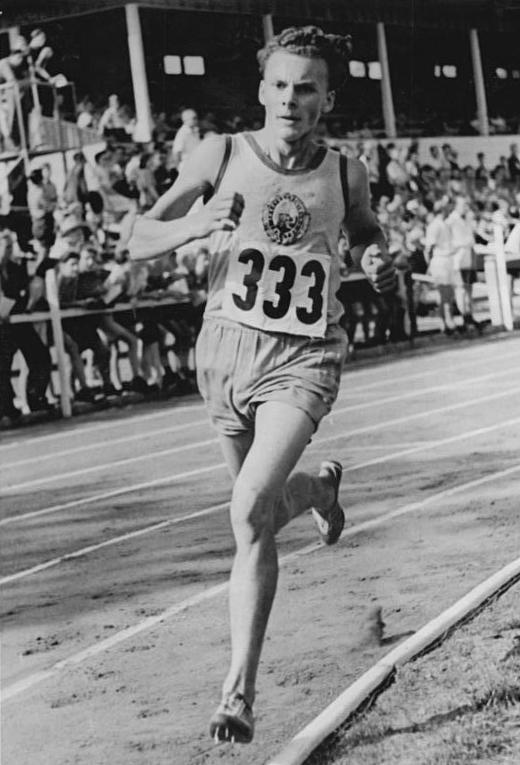
Siegfried Herrmann kam auf den siebten Platz
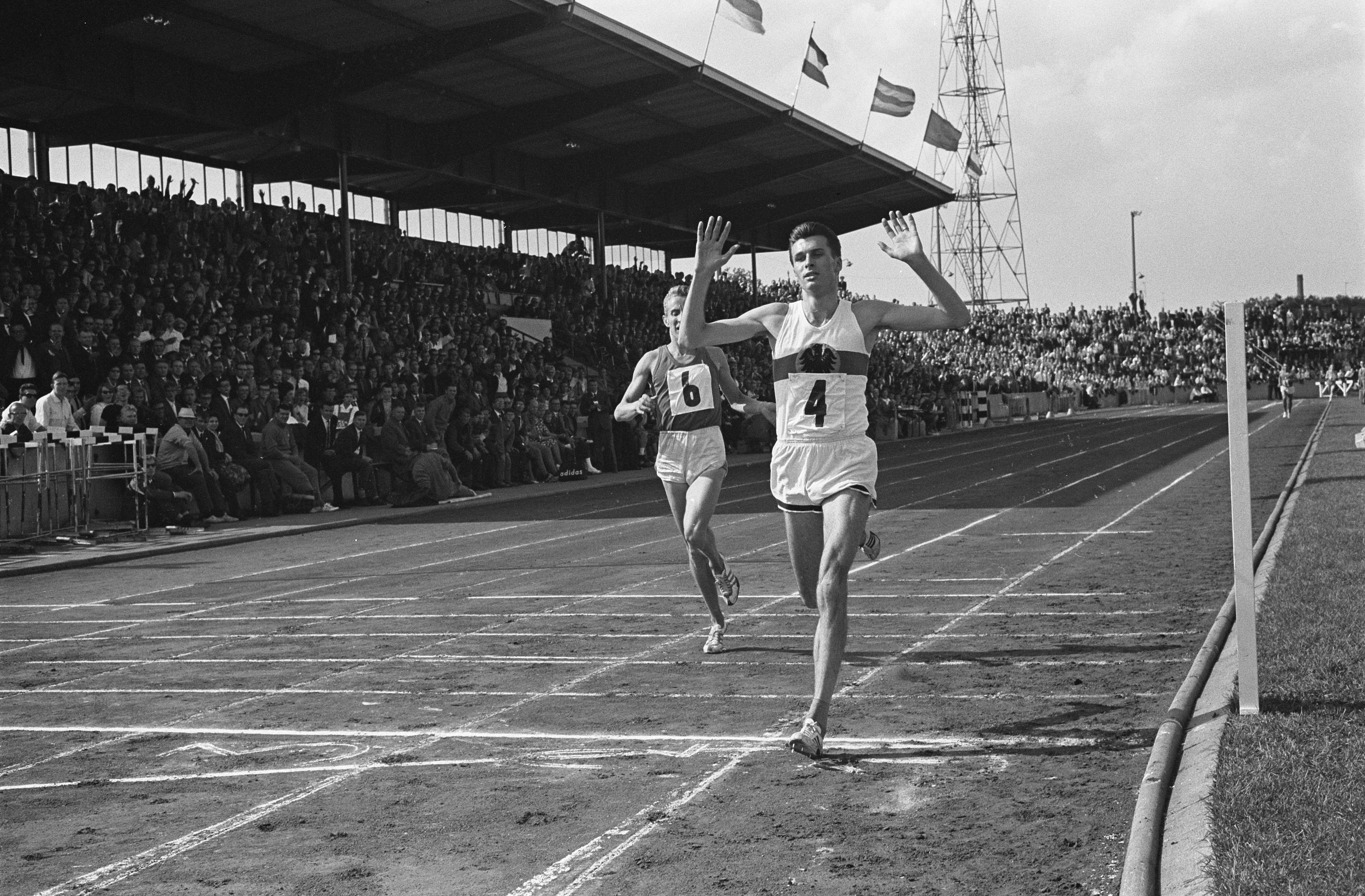
Peter Kubicki – im Vorlauf egalisierte er den EM-Rekord, im Finale belegte er Rang neun. Neben ihm der Franzose Robert Bogey.

15. September 1962, 19.30 Uhr
| Platz | Name               | Nation           | Zeit (min) |
| ----- | ------------------ | ---------------- | ---------- |
| 1     | Bruce Tulloh       | Großbritannien   | 14:00,6    |
| 2     | Kazimierz Zimny    | Polen            | 14:01,8    |
| 3     | Pjotr Bolotnikow   | Sowjetunion      | 14:02,6    |
| 4     | Lech Boguszewicz   | Polen            | 14:03,4    |
| 5     | Michel Bernard     | Frankreich       | 14:03,8    |
| 6     | John Anderson      | Großbritannien   | 14:04,2    |
| 7     | Siegfried Herrmann | Deutschland      | 14:05,0    |
| 8     | Robert Bogey       | Frankreich       | 14:06,8    |
| 9     | Peter Kubicki      | Deutschland      | 14:11,4    |
| 10    | Walentin Samoilow  | Sowjetunion      | 14:11,8    |
| 11    | Jurij Nikitin      | Sowjetunion      | 14:14,6    |
| 12    | Miroslav Jurek     | Tschechoslowakei | 14:19,2    |

## Videolinks
- 2752 European Track & Field 1962 5000m Men, youtube.com (englisch), abgerufen am 10. Juli 2022
- Five Golds For Britain (1962), Bereich: 0:45 min bis 1:56 min, youtube.com (englisch), abgerufen am 10. Juli 2022